# Broad Band X-ray Telescope

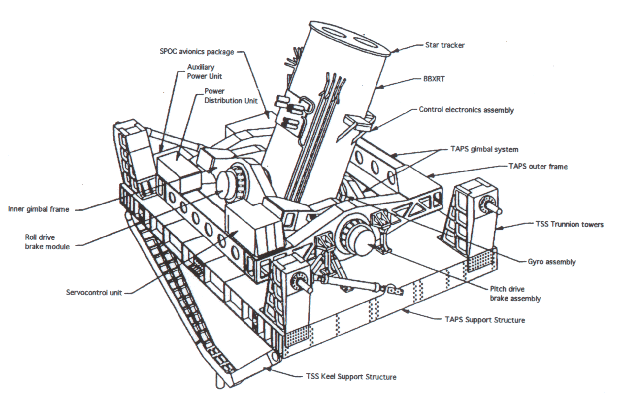
BBXRT

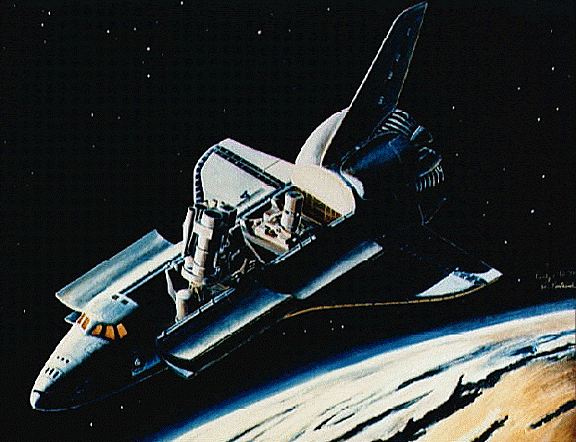
BBXRT im Laderaum der Raumfähre

Broad Band X-ray Telescope (BBXRT) war ein Röntgenteleskop, das 1990 während eines Flugs des Space Shuttle betrieben wurde.
BBXRT bestand aus zwei gleich ausgerichteten Teleskopen von 3,8 m Brennweite und 40 cm Durchmesser, die auf einer gemeinsamen Montierung beweglich in der Ladebucht des Space Shuttle angebracht waren. Teleskope und Instrumente wurden unter Leitung des Goddard Space Flight Center der NASA entwickelt. Eine wichtige Neuigkeit war die Verwendung gekühlter Si:Li Halbleiterdetektoren, mit denen über den breiten Energiebereich 0,3–12 keV eine relativ gute Energieauflösung von etwa 90–150 eV erreicht werden konnte.
BBXRT war auf der STS-35-Mission des Space Shuttles Columbia vom 2. Dezember bis 11. Dezember 1990 als Teil der ASTRO-1-Nutzlast in der Erdumlaufbahn. Die Nachführung auf Himmelsobjekte vom Space Shuttle aus zeigte sich weniger effizient als geplant, dennoch konnten gute Daten mit insgesamt 157 Beobachtungen von 82 kosmischen Röntgenquellen gewonnen werden.
Wegen der gegenüber früheren Röntgenteleskopen verbesserten Energieauflösung ergaben sich die wichtigsten Ergebnisse von BBXRT aus der Spektroskopie von Röntgendoppelsternen, aktiven galaktischen Kernen, Galaxienhaufen und Supernovaüberresten.
BBXRT war ursprünglich zusammen mit dem Diffuse X-ray Spectrometer, oder DXS, als eigenständige Shuttle-Nutzlast SHEAL II geplant. Das DXS, die zweite Komponente dieses Shuttle High-Energy Astrophysics Laboratory, flog letztendlich als sekundäre Nutzlast auf STS-54.